# Towson, Maryland
Towson (/ˈtaʊsən/) este o comunitate neîncorporată și un loc desemnat de recensământ în comitatul Baltimore, Maryland, Statele Unite ale Americii. Populația era de 55.197 de locuitori la recensământul din 2010. Este reședința de comitat a comitatului Baltimore și al doilea cel mai populat reședință de comitat neîncorporată din Statele Unite ale Americii (după Ellicott City, reședința din apropierea comitatului Howard, la sud-vest de Baltimore).